# 8769 Арктиктерн
8769 Арктиктерн (2181 T-2, 1990 OP4, 8769 Arctictern) — астероїд головного поясу.
Тіссеранів параметр щодо Юпітера — 3,371.